# ナンネル・モーツァルト 哀しみの旅路
『ナンネル・モーツァルト 哀しみの旅路』（ナンネル・モーツァルト かなしみのたびじ、Nannerl, la sœur de Mozart）は、2010年のフランスの伝記映画。監督はルネ・フェレ、出演はマリー・フェレとマルク・バルベなど。音楽の才能に恵まれながらも、天才作曲家である弟ヴォルフガング・アマデウス・モーツァルトの影に隠れた存在となってしまった姉マリア・アンナ（ナンネル）を描いている。

## ストーリー
「神童」である弟ヴォルフガングを売り込もうとしている父レオポルトに連れられ、家族でヨーロッパを旅して回っている14歳の少女ナンネルは、類い稀な音楽の才能に恵まれながらも、女であるという理由だけで、その才能を活かせずにいる。
そんなある日、ふとしたことからフランス王女ルイーズと親しくなったナンネルは、王太子ルイと出会う。ナンネルが女であることを知りながらも彼女の音楽家としての才能を認め、自分のために作曲するように頼むルイに、ナンネルは恋心を抱くようになる。
ルイのために必死に曲を書いたナンネルだったが、ナンネルのルイへの想いが叶うことはなく、それどころか酷い罵りの言葉とともに拒絶されたことから、ナンネルは2度と作曲をすることはなくなり、弟ヴォルフガングを支える存在として生きて行くことになる。

### 史実との違い
ナンネルと王太子ルイの実際の年齢差は20歳以上であるが、映画ではそこまでの年齢差がない。また映画では、ナンネルがルイに出会った時、ルイは愛する妃と生まれて間もない娘を亡くした直後で喪に服していることになっているが、実際にルイが妃と娘を亡くしたのはナンネルが生まれる前のことである。なお、ルイはナンネルが14歳だった1765年12月に亡くなっている。

## キャスト
- ナンネル・モーツァルト: マリー・フェレ（フランス語版） - 音楽の才能に恵まれた少女。14歳。
- レオポルト・モーツァルト: マルク・バルベ - ナンネルの父。
- アンナ・マリア・モーツァルト: デルフィーヌ・シュイヨー（フランス語版） - ナンネルの母。
- ヴォルフガング・モーツァルト: ダヴィッド・モロー（フランス語版） - ナンネルの弟。神童。
- 王太子: クロヴィス・フアン（フランス語版） - フランス王ルイ15世の長男。
- ルイーズ・ド・フランス: リザ・フェレ - 王太子の妹。ナンネルと親友になる。
- イザベル: サロメ・ステヴナン - 王太子とナンネルの連絡役。
- 大修道院の音楽教師: ジュリアン・フェレ
- 音楽教師: ルネ・フェレ（フランス語版）

## 作品の評価
Rotten Tomatoesによれば、61件の評論のうち、74%にあたる45件が高く評価しており、平均して10点満点中6.23点を得ている。
アロシネによれば、フランスの15のメディアによる評価の平均は5点満点中3.4点である。